# Alex Santana
Alex Paulo Menezes Santana, född 13 maj 1995, är en brasiliansk fotbollsspelare som spelar för bulgariska Ludogorets Razgrad.

## Karriär
I juli 2020 värvades Santana av bulgariska Ludogorets Razgrad.